# Jessica Helleberg
Jessica Elenora Gerd Helleberg (ur. 20 lutego 1986 w Göteborgu) – szwedzka piłkarka ręczna grająca na pozycji lewoskrzydłowej. Wicemistrzyni Europy (2010) oraz brązowa medalistka mistrzostw Europy 2014.

## Sukcesy

### reprezentacyjne
- srebrna medalistka mistrzostwa Europy 2010
- brązowa medalistka mistrzostw Europy 2014

### klubowe
- złota medalistka mistrzostw Szwecji 2006, 2007, 2009, 2010, 2011